# Companyia Reial del Níger

Bandera de la Companyia Reial del Níger

La Companyia Reial del Níger fou una empresa mercantil amb carta atorgada pel govern britànic en el segle xix. Va ser formada el 1879 com Companyia Unida Africana i rebatejada Companyia Nacional Africana el 1881 i Companyia Reial del Níger el 1886.
L'empresa va existir per un temps comparativament curt (1879–1900) però fou instrumental en la formació de la Nigèria colonial, ja que va habilitar l'Imperi Britànic per establir control sobre el baix Níger enfront de la competència alemanya dirigida per Bismarck durant els anys 1890. El 1900, els territoris controlats per la companyia esdevingueren el Protectorat de Nigèria del Sud, el qual fou al seu torn unit amb el Protectorat de Nigèria del Nord per formar la Colònia i Protectorat de Nigèria el 1914 (que va obtenir finalment la independència amb les mateixes fronteres com a República Federal de Nigèria el 1960).

## Companyia Unida Africana
Richard Lander inicialment va explorar l'àrea de Nigèria com a servidor d'Hugh Clapperton. El 1830, va retornar al riu Níger amb el seu germà John; el 1832, va retornar un altre cop (sense el seu germà) per establir una factoria comercial per l' "Africa Steamship Company" a la confluència dels rius Níger i el Benue. L'expedició va fallar, amb 40 dels 49 membres que van morir de febre o ferides produïdes en atacs natius. Un dels supervivents, Macgregor Laird, subsegüentment es va quedar a Gran Bretanya però va dirigir i va finançar expedicions al país fins a la seva mort el 1861. Es va oposar a la fallida expedició de Níger de 1841 però l'èxit de la primera missió del Pleiad el 1854 va portar als viatges anuals de William Balfour Baikie i la 1857 fundació de Lokoja a la confluència del Níger i el Benue.
No hi va haver cap viatge els tres anys després de la mort de Laird, però l'establiment de la Companyia Africana Occidental va ser seguida aviat per altres entitats. La competència va reduir preus al punt que els beneficis eren mínims. Arribant a la regió el 1877, George Goldie va argumentar en favor de l'amalgamació de les empreses britàniques supervivents en una sola empresa monopolitzadora, un mètode que els contemporanis suposaven que havia estat enterrat amb el fracàs definitiu de la Companyia Britànica de les Índies Orientals que va seguir la rebel·lió dels Sipais. Per 1879, va tenir l'ajuda combinada de James Crowther de la West Africa Company, David Macintosh de la Central Africa Company, i de les companyies de William Brothers i James Pinnock per formar una sola empresa, la Companya Unida Africana; llavors va actuar com a agent de l'empresa unida en el territori.
Gairebé immediatament, l'empresa va veure la competència renovada entre dues empreses franceses—l'Associació Africana Equatorial Francesa i la Companyia del Senegal—i un altre d'anglesa —La Companyia de Comerç de Liverpool i Manchester—començaven també a establir factories al riu Níger. Un atac natiu a la posició de la Companyia Unida Africana (en anglès United African Company, abreujat UAC) a Onitsha el 1879 fou rebutjat amb ajuda del vaixell HMS Pioner però el govern Gladstone subsegüentment va negar a Goldie l'intent de procurar-se una carta de privilegis del govern el 1881, amb l'excusa que la rivalitat internacional podia ocasionar conflictes innecessaris i que la companyia unida estava poc capitalitzada per la despesa d'una administració colonial genuïna.

## Companyia Nacional Africana

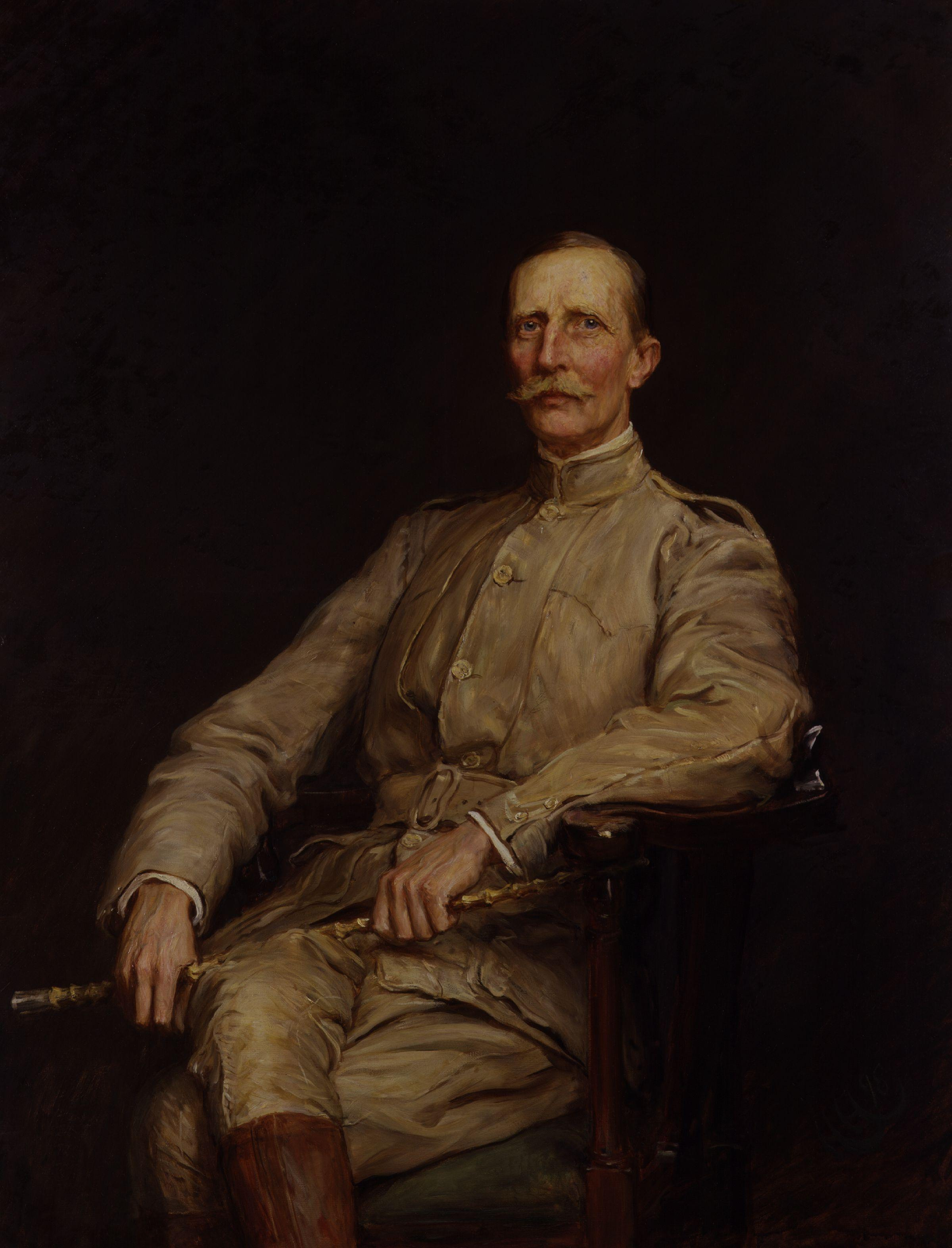
George Goldie el 1898.

Goldie va començar a adreçar les preocupacions de l'administració amb la creixent capitalització de l'empresa a 100000 lliures. Llavors va aconseguir atreurel 1 000 000 £ en inversions en una empresa nova—la Companyia Nacional Africana—que va comprar l'UAC i els seus interessos el 1882. La mort de Léon Gambetta el mateix any va privar les empreses franceses del seu suport dins del govern francès i les subvencions fortes que havia estat proporcionant-los. Els diners de Goldie i la NAC fou llavors capaç de mantenir 30 factories de comerç al llarg del riu i arruïnar la seva competència al preu de dos anys guerra: per l'octubre de 1884 tot tres competidors va haver de vendre els seus interessos en la regió i l'informe anual de la Companyia Nacional Africana (NAC) de 1885 era clar "s'havia quedat sola i sense oposició comercial a la regió del Níger–Benué.
Aquest monopoli va permetre a Gran Bretanya resistir les crides franceses i alemanyes per la internacionalització del comerç al riu Níger durant les negociacions del 1884–1885 a la Conferència de Berlín sobre la colonització africana. Goldie va assistir a les reunions i va argumentar amb èxit aconseguint incloure la regió de les operacions de la NAC dins de l'esfera britànica d'interessos. Les seves promeses i dels diplomàtics britànics sobre que el lliure comerç (o, en qualsevol cas, aranzel no discriminatori) seria respectat en el seu territori foren paper mullat; la NAC amb més de 400 tractats amb dirigents locals, va obligar els nadius a comerciar només amb o a través dels agents de l'empresa. Les llicències i els forts aranzels van eliminar la competència d'empreses a l'àrea. Els termes d'aquests contractes privats van ser elevats a tractats generals pels cònsols britànics, els propis tractats dels quals expressament s'hi va incorporar. De manera semblant, quan el rei Jaja d'Opobo va organitzar la seva xarxa de comerç pròpia i fins i tot va començar a enviar els seus propis carregaments d'oli de palma a Gran Bretanya, va ser portat a un vaixells britànic i embarcat a l'exili a St. Vincent sota càrrecs de "trencar tractats i obstruir el comerç".
Malgrat els tractats que estenien el control britànic sobre les tribus dels Cameroons, Gran Bretanya estava disposada a reconèixer la colònia alemanya que va usurpar l'àrea el 1885 com a control a l'activitat francesa als rius Congo superior i Ubangi.
Els escrúpols del govern britànic foren vençuts i una extensa carta de privilegis fou concedida (juliol 1886) a la Companyia Nacional Africana que esdevingué The Royal Niger Company Chartered and Limited (normalment escurçat a Companyia Reial del Níger), amb Lord Aberdare com a governador i Goldie vice-governador.

## Companyia del Níger
Fou evidentment impossible per una companyia comercial aguantar l'administració contra els protectorats protegits per l'estat de França i Alemanya i, per tant, la carta de privilegis fou revocada el 1899, i l'1 de gener de 1900 la Companyia va transferir els seus territoris al govern Britànic per la quantitat de 865.000 lliures. Una part del territori transferit junt amb el Protectorat de la Costa del Níger, ja sota control imperial, va formar el Protectorat de Nigèria del Sud, i la resta més la zona d'influència al nord van formar el Protectorat de Nigèria del Nord.
L'empresa va canviar el seu nom a Companyia del Níger Ltd i el 1929 esdevenia part de l'Empresa Unida d'Àfrica (de Nigèria).
La Companyia Unida d'Àfrica va quedar sota el control de Unilever en els anys 1930 i va continuar existint com a subsidiaria de Unilever fins al 1987, quan va ser absorbida per aquesta companyia.